# Хивин
Хивин (умер в 516 году) — валлийский святой. День памяти — 6 января.
Святой Хивин (Hywyn), валлиец, основал несколько церквей в западной Англии. Он был учеником святого Кадфана, основавшим в Уэльсе ряд монастырей. Святой Хивин основал Абердарон в Гуинете, Уэльс.
Иногда его называет Эвен (Ewen) или Овен (Owen).